# Molleville
Molleville település Franciaországban, Aude megyében. Lakosainak száma 136 fő (2022. január 1.). Molleville Baraigne, Belflou, Cumiès és Mas-Saintes-Puelles községekkel határos.

## Népesség
A település népessége az elmúlt években az alábbi módon változott:
| Lakosok száma | 63   | 52   | 53   | 85   | 108  | 119  | 130  | 138  | 141  | 136  |
|               | 1968 | 1982 | 1990 | 2006 | 2013 | 2015 | 2017 | 2019 | 2020 | 2022 |